# Angel Baby
Angel Baby är en sång skriven av Rosalie "Rosie" Hamlin som 14-åring och utgiven 1960 på Highland Records framförd av Rosie and the Originals. Låten nådde #5 på Billboardlistan.
John Lennon spelade in en cover som släpptes postumt på Menlove Ave. (1986) och Lennon (album) (1990).